# رشيد الغفلاوي
رشيد الغفلاوي هو مدرب كرة قدم مغربي من مواليد 1 يناير 1973 في مدينة مراكش بالمغرب ، يدرب حالياً نادي التعاون.

## السيرة الذاتية
ولد الغفلاوي في مراكش بالمغرب، وعين في 2014 مدربا لنادي الساحل النيجيري. قبل انضمامه إلى نادي سانغا باليندي الكونغولي في فبراير 2016 ، والذي تمكن معه من التأهل لكأس الكونفدرالية بحصوله على المركز الثالث في البطولة الكونغولية.
في نوفمبر 2017، عاد مجددا لنادي الساحل النيجيري، وهو النادي الذي فاز معه بكأس البلاد وكأس السوبر خلال نفس الموسم ، قبل التوقيع مع نادي وليامزفيل أتلتيك الإيفواري في الموسم التالي.
في عام 2020 ، انضم إلى النادي الغيني الصور اكاديمي، ثم في عام 2021، نادي البحرين الذي سيحقق معه الصعود إلى بطولة البحرين للدرجة الأولى.

## ألقابه كمدرب
- كأس النيجر: 2017
- كأس السوبر النيجر: 2017
- بطولة البحرين D2 لكرة القدم : 2022